# Hammersmith metróállomás
A Hammersmith a londoni metró egyik állomása a 2-es zónában, a Circle line, a District line, a Hammersmith & City line és a Piccadilly line érinti.

## Története

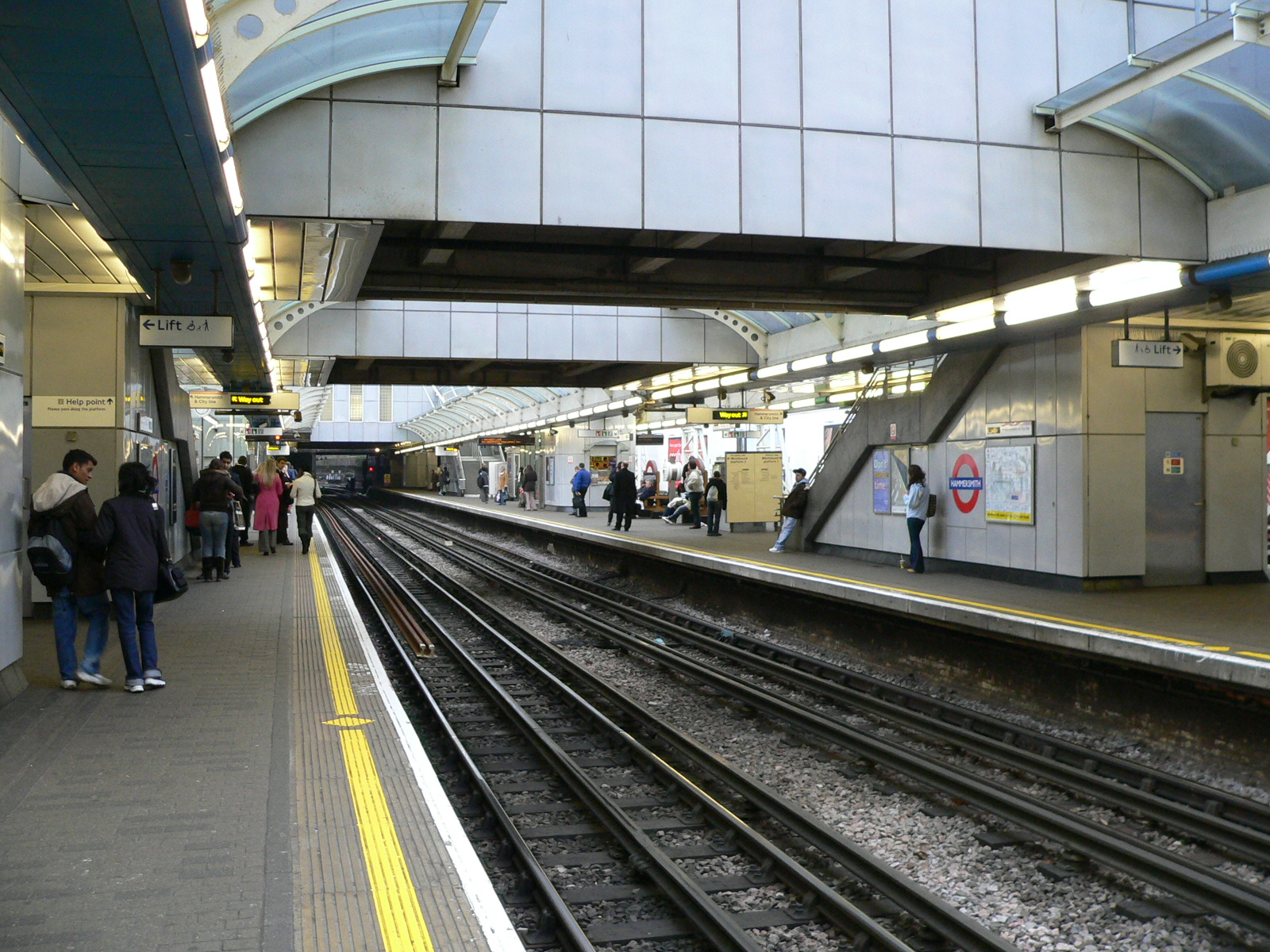
A Piccadilly line vágányai

Hammersmith néven két állomás üzemel, a District Railway földalatti állomását 1874. szeptember 9-én nyitották meg, jelenleg a District line és a Piccadilly line vonatai használják. A felszíni állomást 1868. december 1-jén adták át még a Metropolitan Railway részeként, 1990-ig a Metropolitan line, napjainkban a Circle line és a Hammersmith & City line szerelvényeinek a végállomása.

## Forgalom
| Járat | Útvonal | Gyakoriság       |
| ----- | --- | ---------------- |
|       | Hammersmith – Goldhawk Road – Shepherd’s Bush Market – Wood Lane – Latimer Road – Ladbroke Grove – Westbourne Park – Royal Oak – Paddington – Edgware Road – Baker Street – Great Portland Street – Euston Square – King’s Cross St. Pancras – Farringdon – Barbican – Moorgate – Liverpool Street – Aldgate – Tower Hill – Monument – Cannon Street – Mansion House – Blackfriars – Temple – Embankment – Westminster – St. James’s Park – Victoria – Sloane Square – South Kensington – Gloucester Road – High Street Kensington – Notting Hill Gate – Bayswater – Paddington – Edgware Road                      | 10-15 percenként |
|       | Upminster – Upminster Bridge – Hornchurch – Elm Park – Dagenham East – Dagenham Heathway – Becontree – Upney – Barking – East Ham – Upton Park – Plaistow – West Ham – Bromley-by-Bow – Bow Road – Mile End – Stepney Green – Whitechapel – Aldgate East – Tower Hill – Monument – Cannon Street – Mansion House – Blackfriars – Temple – Embankment – Westminster – St. James’s Park – Victoria – Sloane Square – South Kensington – Gloucester Road – Earl’s Court – West Kensington – Barons Court – Hammersmith – Ravenscourt Park – Stamford Brook – Turnham Green (– tovább Richmond és Ealing Broadway felé) | 5 percenként     |
|       | Hammersmith – Goldhawk Road – Shepherd’s Bush Market – Wood Lane – Latimer Road – Ladbroke Grove – Westbourne Park – Royal Oak – Paddington – Edgware Road – Baker Street – Great Portland Street – Euston Square – King’s Cross St. Pancras – Farringdon – Barbican – Moorgate – Liverpool Street – Aldgate East – Whitechapel – Stepney Green – Mile End – Bow Road – Bromley-by-Bow – West Ham – Plaistow – Upton Park – East Ham – Barking | 8-10 percenként  |
|       | Cockfosters – Oakwood – Southgate – Arnos Grove – Bounds Green – Wood Green – Turnpike Lane – Manor House – Finsbury Park – Arsenal – Holloway Road – Caledonian Road – King’s Cross St. Pancras – Russell Square – Holborn – Covent Garden – Leicester Square – Piccadilly Circus – Green Park – Hyde Park Corner – Knightsbridge – South Kensington – Gloucester Road – Earl’s Court – Barons Court – Hammersmith – Turnham Green – Acton Town (– tovább Uxbridge, Heathrow felé) | 2-3 percenként   |

## Átszállási kapcsolatok
| Állomás     | Átszállási kapcsolatok                                                              |
| ----------- | ----------------------------------------------------------------------------------- |
| Hammersmith | Helyi buszok (Hammersmith Bus Station, Hammersmith Broadway és Hammersmith Library) |